# Jean-Pierre Swings
Pour les articles homonymes, voir Swings (homonymie).
Jean-Pierre Swings, né le 25 juin 1943 à Pasadena (Californie, États-Unis) et mort le 16 janvier 2023 à Liège (Belgique), est un astronome belge, professeur honoraire à l'Université de Liège. Il est secrétaire général assistant de l'Union astronomique internationale de 1982 à 1985 puis secrétaire général de l'Union astronomique internationale de 1985 à 1988.

## Biographie
Jean-Pierre Swings nait le 25 juin 1943 à Pasadena en Californie,. Son père, Pol Swings, est également astrophysicien. 

### Études
Il obtient son master en ingénierie spatiale puis son PhD et DSc en astrophysique à l'Université de Liège,. 

### Parcours professionnel
Après ses études à Liège, il entreprend un post-doctorat aux États-Unis, dans le département d'astrophysique de l'université Colorado de Boulder. Il revient en Belgique en 1973.
Il est secrétaire général assistant de l'Union astronomique internationale (UAI) de 1982 à 1985, puis en est secrétaire général de 1985 à 1988,. Après avoir terminé son mandat, il continue à agir en tant que conseiller auprès du Comité exécutif jusqu'en 1991.
Il est également membre de nombreux comités de l'Agence spatiale européenne, membre du conseil de l'Observatoire européen austral et membre de la Société européenne d'astronomie, dont il est l'un des quatre fondateurs,. Il a été président du comité européen des sciences spatiales de la fondation européenne de la science et membre du groupe consultatif spatial du 7e programme-cadre de la Commission européenne,.
Après sa pension, Jean-Pierre Swings devient professeur honoraire à l'Université de Liège.

### Sujets d'intérêt
Ses sujets d'intérêt sont entre autres la physique solaire et les objets en excès de raies d'émission et/ou d'infrarouge.

### Mort
Jean-Pierre Swings meurt le 16 janvier 2023 à Liège, à l'âge de 79 ans de troubles respiratoires,.

### Vie privée
Jean-Pierre Swings est marié à Nadine Duschesne et a deux enfants, Anthony et William.